# HYPO Oberösterreich
Die HYPO Oberösterreich (Oberösterreichische Landesbank Aktiengesellschaft) ist eine österreichische Regionalbank mit Sitz in Linz. Sie ist eine Universalbank, die sich unter anderem als Wohnbau- und Veranlagungsbank spezialisiert hat. Als Hypothekenbank ist sie auch berechtigt, Pfandbriefe zu emittieren. Die HYPO Oberösterreich weist aktuell eine Bilanzsumme von etwa 7,77Milliarden Euro auf und beschäftigt 426 Mitarbeiter. Die Bank steht mehrheitlich im Eigentum des Landes Oberösterreich.

## Geschichte und Eigentumsverhältnisse

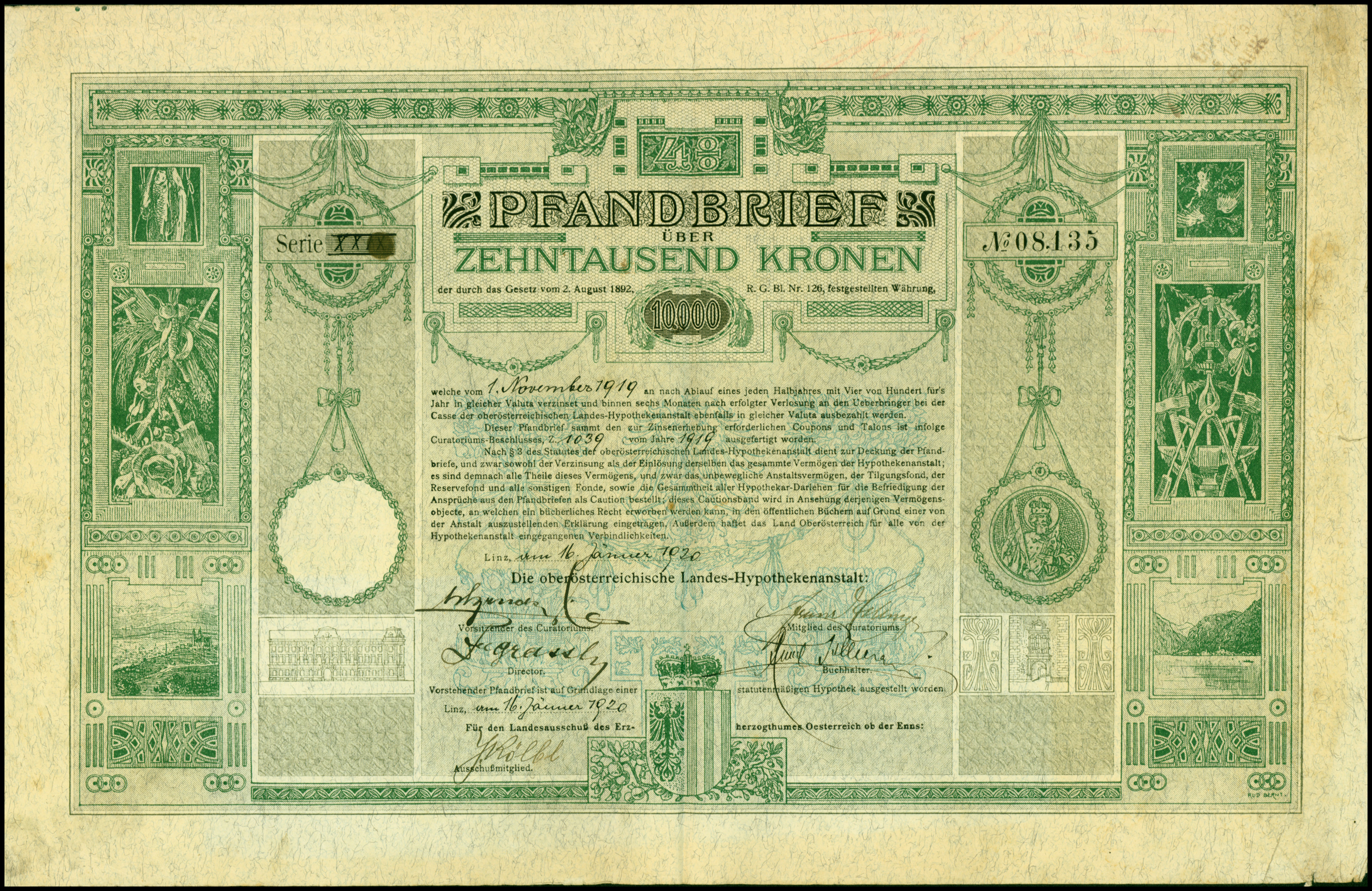
Pfandbrief über 10000 Kronen der oberösterreichischen Landes-Hypothekenanstalt vom 16. Januar 1920

Das Bankhaus wurde im Jahr 1890 mit Beschluss des Landtages des Erzherzogtums Österreich ob der Enns gegründet. Den Geschäftsbetrieb nahm die damalige Landes-Hypothekenanstalt am 1. Februar 1891 auf.
HYPO ist die Marke der Bank, die Firma heißt Oberösterreichische Landesbank Aktiengesellschaft.
Die Bank wurde per 21. April 1997 in eine Aktiengesellschaft übergeführt.
An dieser hält das Land Oberösterreich – über die OÖ Landesholding GmbH – die Mehrheit von 50,57 % der Anteile. 48,59 % der Aktien der Bank hält die HYPO Holding GmbH.
An der HYPO Holding GmbH sind die Raiffeisenlandesbank Oberösterreich AG, und die Oberösterreichische Versicherung AG beteiligt. Durchgerechnet ergibt dies folgende Beteiligungen an der HYPO Oberösterreich: Raiffeisenlandesbank Oberösterreich 41,14 %, Oberösterreichische Versicherung AG 7,45 %. Die Mitarbeiter der Bank sind seit der Umwandlung der Bank in eine Aktiengesellschaft mit 0,84 % beteiligt.
Am 20. Jänner 2020 wurde Klaus Kumpfmüller vom Aufsichtsrat als Nachfolger des im November 2019 verstorbenen Andreas Mitterlehner zum Vorstandsvorsitzenden der HYPO Oberösterreich bestellt. Er nahm seine Tätigkeit in der Bank im August 2020 auf.

## Kennzahlen
Stichtag jeweils 31. Dezember 2020. Geschäftsberichte..
- Bilanzsumme: 7,83 Mrd. Euro
- Jahresüberschuss: 10,9 Mio. Euro
- Kundenkredite: 5,46  Mrd. Euro
- Kundeneinlagen: 1,74 Mrd. Euro
- Emissionsvolumen: 4,16 Mrd. Euro
- Geschäftsstellen: 12
- Rating: A+ (Ausblick negativ) von Standard & Poor’s.[11]

## Markt und Filialen
Die HYPO Oberösterreich ist keine explizite Filialenbank.
Die Bank verfügt auf ihrem Kernmarkt Oberösterreich über 11 Filialen (davon sechs Geschäftsstellen in Linz sowie fünf in den Bezirkshauptstädten Ried im Innkreis, Wels, Vöcklabruck, Schärding und Steyr) sowie über eine Geschäftsstelle in Wien, 1. Bezirk, Wipplingerstraße. Zentrale ist das ServiceCenter Landstraße mit dem zentralen Betreuungsteam für Ärzte, Freiberufler und Privatkunden.
Die Bank hat sich auf die Geschäftsfelder Privatkunden, Ärzte und Freiberufler, Wohnbau, Öffentliche Institutionen sowie kirchliche und soziale Organisationen spezialisiert. Darüber hinaus ist sie auch als Emissionsbank tätig. Sie emittiert vorwiegend Pfandbriefe und Wohnbauanleihen.
Im August 2021 wurde bekannt, dass die HYPO Oberösterreich eine Partnerbank von Bluecode wurde.